# Orden osmijeha
Orden osmijeha (poljski: Order Uśmiechu) poljska je međunarodna nagrada koju djeca dodjeljuju odraslima za postignuća koja djeci donose radost. Uspostavljen je 1968. godine na prijedlog poljskog časopis Kurier Polski, nadahnutog pričom autorice Wande Chotomske o dječaku iz bolnice u Konstancinu pokraj Varšave koji je htio dodijeliti medalju liječniku koji je o njem brinuo.
Novinari su zamislili da nagrada ide odraslima izravno od djece. Raspisan je nacionalni natječaj za dizajn ordena na koji su pristigle ideje 44000 djece. Žiri odabire ideju Ewe Chrobak, koja je, koristeći tanjur kao predložak, nacrtala sunce i na nj dodala neravne zrake svjetlosti. Predsjednik žirija, Szymon Kobyliński, razrađuje ideju i dovodi je u današnji oblik. Prvi orden u veljači 1969. dodjeljuju liječniku iz Poznanja Wiktoru Degi.
Nakon što je godinu 1979. UNESCO proglasio Međunarodnom godinom djeteta, glavni tajnik Ujedinjenih naroda Kurt Waldheim službeno priznaje orden čime on postaje međunarodnim priznanjem.
Kandidate za Orden osmijeha mogu nominirati djeca iz cijeloga svijeta. Kandidati trebaju biti ljudi izvanredne ljubavi za djecu. Orden se dodjeljuje dva puta godišnje, u proljeće i u jesen. Laureatima Ordena osmijeha sada je više od 1000 ljudi iz gotovo 50 zemalja.

## Moto
Dobro wszystkich dzieci na świecie najwyższym celem ludzi szlachetnych.

Dobrobit sve djece na svijetu najviši je cilj plemenitih ljudi.

## Dobitnici
Neki od istaknutijih međunarodno poznatih dobitnika Ordena osmijeha su Wanda Chotomska, Papa Franjo, Tove Jansson, Papa Ivan Pavao II, Aleksander Kwaśniewski, Astrid Lindgren, Franciszek Macharski, Nelson Mandela, Farah Pahlavi, J. K. Rowling, Irena Sendler, Steven Spielberg, Peter Ustinov, Kurt Waldheim, Oprah Winfrey, Malala Yousafzai. Iz Hrvatske, Orden osmijeha dobila je dječja književnica Anđelka Martić.
Najmlađi vitez dobitnik Ordena osmijeha je Malala Yousafzai; odlikovana je s 19 godina 2016. godine. Najstarija je 2007. bila Irena Sendler u dobi od 97 godina.

## Vanjske poveznice
Order Uśmiechu, službena stranica (poljski). Pristupljeno 13. studenoga 2020.